# Paolo Sorrentino

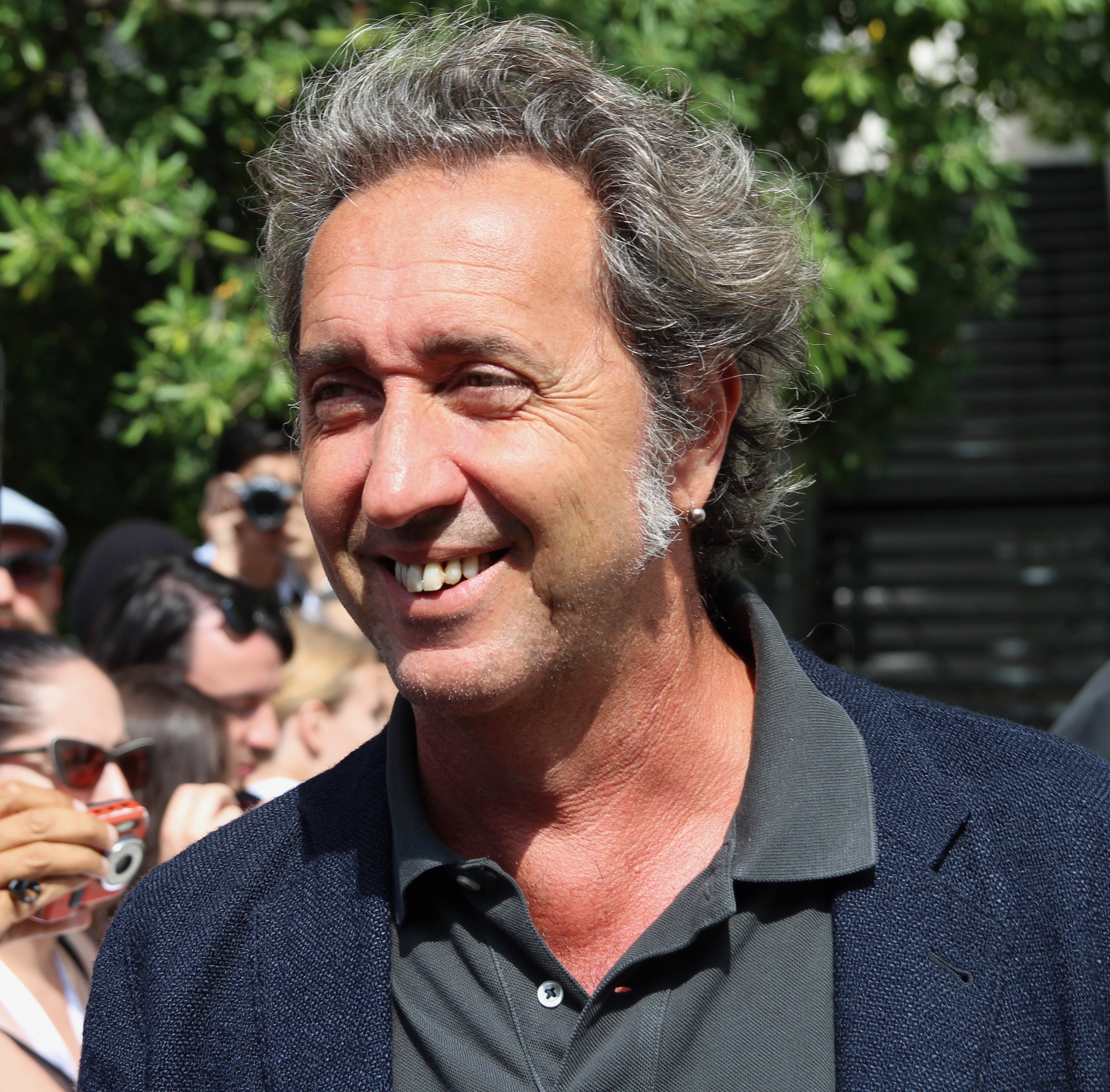
Paolo Sorrentino, 2018

Paolo Sorrentino (* 31. Mai 1970 in Neapel) ist ein italienischer Drehbuchautor, Filmregisseur und Schriftsteller.

## Leben
Sorrentino ist im italienischen Neapel aufgewachsen. Mit 16 Jahren verlor er seine Eltern bei einem Heizungsunfall in einem Haus in den Bergen. Sorrentino, der seine Eltern üblicherweise zu diesem Haus begleitete, war beim Unfall nicht anwesend, da er ein Spiel der SSC Neapel sehen wollte. Dies verarbeitete er in seinem Film The Hand of God von 2021.
In Deutschland bekannt wurde Sorrentino mit seinem Film Il Divo (2008), in dem ein Teil des Lebens des mehrmaligen italienischen Ministerpräsidenten Giulio Andreotti und dessen mutmaßliche Mafia-Verbindungen dargestellt werden. Mit dem Hauptdarsteller Toni Servillo arbeitete er mehrfach bei seinen Filmprojekten zusammen.
2010 drehte Sorrentino seinen ersten englischsprachigen Film, Cheyenne – This Must Be the Place, mit Sean Penn in der Hauptrolle eines alternden Rockmusikers, der sich auf die Suche nach dem Peiniger seines verstorbenen jüdischen Vaters, einem in den USA untergetauchten KZ-Aufseher, macht. Der Film, der im November 2011 in die deutschen Kinos kam, feierte seine internationale Premiere 2011 im Wettbewerb der 64. Internationalen Filmfestspiele von Cannes. Sein Film La Grande Bellezza – Die große Schönheit gewann 2014 jeweils den Oscar und den Golden Globe in der Kategorie Bester fremdsprachiger Film sowie vier Europäische Filmpreise.
Auf La Grande Bellezza – Die große Schönheit folgte Sorrentinos zweiter englischsprachiger Film Ewige Jugend (Youth), der mit Michael Caine, Rachel Weisz, Jane Fonda und Harvey Keitel prominent besetzt ist und 2015 in die Kinos kam. Wie La Grande Bellezza – Die große Schönheit zuvor wurde Ewige Jugend ebenfalls mit dem Europäischen Filmpreis in den Kategorien Bester Film und Beste Regie ausgezeichnet.
2016 wurde er mit den ersten zwei Folgen der englischsprachigen Fernseh-Miniserie The Young Pope zu den 73. Filmfestspielen von Venedig eingeladen. Erzählt wird die fiktive Geschichte des US-Amerikaners Lenny Belardo, gespielt von Jude Law, der als Pius XIII zum ersten US-amerikanischen Papst gewählt wird und die Strukturen des Vatikans durcheinanderbringt. 2017 wurde Sorrentino in die Wettbewerbsjury der 70. Filmfestspiele von Cannes berufen. 
2018 startete Sorrentinos Film Loro über Italiens ehemaligen Ministerpräsidenten und Medienunternehmer Silvio Berlusconi. Die Hauptrolle übernahm erneut Toni Servillo.
Mit The New Pope folgte eine Fortsetzung der TV-Serie The Young Pope. Wieder wurden die ersten beiden Folgen der Serie auf einem internationalen Filmfestival gezeigt, diesmal bei den 76. Filmfestspielen in Venedig, die reguläre Ausstrahlung erfolgte dann ab Januar 2020 auf Sky Atlantic.
Im Jahr 2021 startete auf Netflix der Film The Hand of God, bei dem Sorrentino als Autor, Regisseur und Koproduzent auftrat. Der Film wurde in seiner Heimatstadt Neapel gedreht und weist autobiographische Bezüge zu Sorrentinos Jugend auf. In einer der Hauptrollen ist erneut Toni Servillo zu sehen. Auch wurde The Hand of God für den Oscar nominiert. Für Die Hand Gottes erhielt Sorrentino seine erste Einladung in den Wettbewerb um den Goldenen Löwen der Filmfestspiele von Venedig. 2024 erhielt er für Parthenope seine siebte Einladung in den Hauptwettbewerb von  Cannes.
Mit dem Spielfilm La Grazia (2025) folgte die siebte Zusammenarbeit zwischen Sorrentino und Toni Servillo. Das Liebesdrama wurde als Eröffnungsfilm des 82. Filmfestivals von Venedig ausgewählt.

## Filmografie
- 2001: L’uomo in più
- 2004: Le conseguenze dell’amore
- 2006: L’amico di famiglia
- 2008: Il Divo (Il Divo)
- 2011: Cheyenne – This Must Be the Place (This Must Be the Place)
- 2013: La Grande Bellezza – Die große Schönheit (La grande bellezza)
- 2015: Ewige Jugend (Youth)
- 2016: The Young Pope (Fernsehserie, 10 Folgen)
- 2018: Loro – Die Verführten (Loro)
- 2019–2020: The New Pope (Fernsehserie, 9 Folgen)
- 2020: Homemade (Fernsehserie, Folge: Reise zum Ende der Nacht)
- 2021: The Hand of God (È stata la mano di Dio)
- 2024: Parthenope

## Texte
- Hanno tutti ragione, Mailand, Feltrinelli, 2010, ISBN 978-88-07-88041-4
  - dt.: Ragazzi, was habe ich verpasst?, Übers. von Christian Försch, Aufbau, Berlin 2011, ISBN 978-3-351-03360-6
- Toni Pagoda e i suoi amici, Mailand, Feltrinelli, 2012, ISBN 978-88-07-01887-9. (Erzählungen)
- Gli aspetti irrilevanti, Mailand, Mondadori, 2016, ISBN 978-88-04-66929-6.
- Il peso di dio. Il vangelo di Lenny Belardo. Turin, Einaudi, 2017, ISBN 978-88-06-23498-0.
- Parthenope. Mailand, HarperCollins Italia, 2025, ISBN 979-1259854681.

## Auszeichnungen (Auswahl)
- 2002: Nastro d’Argento als bester Nachwuchsregisseur für: L’uomo in più
- 2005: David di Donatello für die beste Regie und das beste Drehbuch für: Le conseguenze dell’amore
- 2009: Nastro d’Argento für die beste Regie und das beste Drehbuch für: Il Divo
- 2013: Europäischer Filmpreis: Bester Film, Beste Regie für La Grande Bellezza – Die große Schönheit (und: Bester Darsteller, Bester Schnitt)
- 2013: Nastro d’Argento: La Grande Bellezza – Die große Schönheit wurde in folgenden Kategorien ausgezeichnet: Beste Nebendarstellerin (Sabrina Ferilli), Bester Nebendarsteller (Carlo Verdone), Bester Ton (Emanuele Cecere)
- 2014: British Academy Film Awards: Bester nicht-englischsprachiger Film für La Grande Bellezza – Die große Schönheit
- 2014: Academy Award: Bester fremdsprachiger Film für La Grande Bellezza – Die große Schönheit
- 2014: Golden Globe Award: Bester fremdsprachiger Film für La Grande Bellezza – Die große Schönheit
- 2015: Europäischer Filmpreis: Bester Film, Beste Regie für Ewige Jugend (und: Bester Darsteller)
- 2021: Zurich Film Festival – A Tribute to... Award[9]